# Sergio Salazar
Sergio Gerardo Salazar Víquez (San Joaquín; 18 de enero de 1947) es un exfutbolista costarricense que jugaba como portero.

## Clubes
| Club                 | País       | Año       |
| -------------------- | ---------- | --------- |
| Herediano            | Costa Rica | 1965-1967 |
| Municipal Puntarenas | Costa Rica | 1967-1969 |
| Herediano            | Costa Rica | 1970-1975 |
| Saprissa             | Costa Rica | 1975-1978 |
| Herediano            | Costa Rica | 1978-1983 |

## Palmarés

### Títulos nacionales
| Título               | Equipo    | País       | Año  |
| -------------------- | --------- | ---------- | ---- |
| Primera División     | Saprissa  | Costa Rica | 1975 |
| Campeón de Campeones | Saprissa  | Costa Rica | 1976 |
| Primera División     | Saprissa  | Costa Rica | 1976 |
| Primera División     | Saprissa  | Costa Rica | 1977 |
| Primera División     | Herediano | Costa Rica | 1979 |
| Primera División     | Herediano | Costa Rica | 1981 |

### Títulos internacionales
| Título                           | Equipo (*) | Sede     | Año  |
| -------------------------------- | ---------- | -------- | ---- |
| Copa Fraternidad Centroamericana | Saprissa   | San José | 1978 |
| Preolímpico de Concacaf          | Costa Rica | Varias   | 1980 |

(*) Incluyendo la selección.